# Тыныстанов, Касым
Касым Тыныстанов (10 сентября 1901, селение Чырпыкты, Семиреченская область, Российская империя — 6 ноября 1938, Чон-Таш, Ворошиловский район, Киргизская ССР, СССР) — киргизский учёный, поэт и государственный деятель. Основоположник киргизской письменности на основе латинского алфавита (1927—1940).

## Биография[2]
Касым Тыныстанов родился 10 сентября 1901 года в селении Чырпыкты Пржевальского уезда Семиреченской области Российской империи (ныне Иссык-Кульский район Иссык-Кульской области Кыргызстана).
Его отец Тыныстан Маркатаев по социальному положению был малоземельным Дехканином (фермером). Тем не менее нужно отметить его немаловажную роль в приобщении сына к первым азам образования: отец лично обучил его арабской грамоте. Касым стал учиться в Каракольской новометодной узбекской школе где после занятий работал чернорабочим. В 1915 г. был принят в школу интернат в Сазановке (ныне Ананьево), 1914—1916 годах учился в русско-туземной школе в Пржевальске но к сожалению, Касыму не было суждено окончить обучение из за народного восстания против Царизма в 1916 г. Позже вспоминая о ней Тыныстанов писал:

 «Царское правительство, руководимое самыми реакционнейшими из реакционных сил всего мира, проводило столь зверскую политику в Киргизии, что в результате нее весь кыргызский народ перед Октябрьской революцией стоял на грани исчезновения как нация.» — К. Тыныстанов
В мае 1920 года он был приглашён в редакцию газеты «жана Урис» (новые просторы) в качестве заведующего отделом. Через год в мае из-за болезни возвращается домой в Каракольский уезд. Там он впервые пробует себя в качестве драматурга, образовав то, чего у киргизов и в помине не было — Кыргызскую театральную группу. Впоследствии его опыт в познании театрального мастерства пригодиться ему в постановке циклов пьесы Академические вечера. Несмотря на нагрузку в «театре», плохое самочувствие Тыныстанов углубленно изучает «киргизский язык и киргизское народное творчество», работает сотрудником газет «Ак жол», журналов «Жас-кайрат» и «Сана». С 1923 Касым также работал сотрудником киргизского отдела научной комиссии после окончания Казахо-киргизского института просвещения в 1924 году в Ташкенте. Был командирован научной комиссией ККАО в г. Каракол на педагогические курсы по переподготовке учителей из киргизского населения в качестве лектора по общеобразовательным предметам, что было его не первым опытом, он так же преподавал в 1920 в интернате Ташкента ещё будучи студентом. Был членом партии Алаш, 28 августа 1924 года состоял в ВКП(б). Позднее Тыныстанова будут трижды исключать из партии из обвинений в состоянии «буржуазно-демократической партии Алаш».
В 1923 году составил реформированный киргизский алфавит на основе арабского, на котором в 1924 году вышла его книга для чтения «Окуу китеби», а позднее ряд букварей. Впоследствии участвовал в замене арабского алфавита киргизского языка на латинский, затем — на кириллический алфавит.
В 1923—1924 годах был членом Кара-Киргизской научной комиссии, сотрудничал с редакциями газеты «Ак жол», журналов «Жас кайрат» и «Сана». В 1924 году назначен секретарём, в 1925-м после снятия с должности Ишеналы Арабаева стал председателем Киргизского областного отдела Академического центра Научной комиссии Туркестанской республики. Согласно докладу К. Тыныстанова Научной комиссией была сделана следующая работа:
1) В научно-исследовательской области. Велась борьба с устаревшими Мусульманским конфессиональными школами- Медресе. Были разработаны и разосланы программы и учебные планы с методическими показаниями всем школам I—II ступени, были разработаны планы работ и программы с подробными методическими указаниями, для профессиональных женских школ, школы для подростков и программы по Обществоведению для бухгалтерских курсов и милиции.
2)Изучение истории Кыргызстана. Впервые в его истории Научная комиссия проводила мероприятия по охране памятников искусства старины, находящиеся в Киргизской области. 5 декабря 1925 г. Было принято постановление об открытии музея в г. Фрунзе и под его руководством в 1926 году открыт музей, где централизованы музейные экспонаты округов и сопричастных учреждений. Для обогащения экспонатов, Научная комиссия вела переговоры с российскими учреждениями географии и историографии. Для приобретения материалов по истории края, велись переговоры с известным историком, академиком В. В. Бартольдом.
3)Просветительская работа. При музее, в целях координации всей научной литературы, касающейся изучения истории Кыргызстана, была организована Научная библиотека. Где насчитывалось около 2000 томов книг.
4)Литературно-издательская работа. Научной комиссией велась работа по изданию учебников и методических руководств, где к 1927 г. их было подготовлено в количестве 6-ти названий. Были подвергнуты методическому рассмотрению 10 учебников, в том числе 10 % из них учебников методического характера на киргизском языке, издаваемых комиссией. В печать были сданы учебники 5-ти названий.
5)В области выработки научно-литературного языка. Огромная работа в этом направлении и во введении нового киргизского алфавита также принадлежит Научной комиссии. Нельзя сказать, что в Кыргызстане до этого не было своей письменности. Со времён существования ещё Тюркского каганата на его территории были найдены Орхоно-енисейские надписи, что говорит нам о раннем существовании письменности у кыргызов. С утверждением ислама в X в. кыргызский народ перенял Арабскую графику. Однако сложность начертания букв, а также большие хлопоты с изданием литературы на арабском письме побудили государство к основательной её реформе. В первое время существования Советской власти делаются попытки приспособить арабский алфавит к культурным потребностям трудящихся. Как утверждал сам К. Тыныстанов, история киргизской письменности начинается именно с 1924 г., то есть с момента национального размежевания Туркестанской АССР.
С августа 1925 по 1927 год сменив Осмонкула Алиева стал редактором газеты «Эркин-Тоо» (с 1928 года она стала называться «Кызыл Кыргызстан»). В 1926 году участвовал в I тюркологическом съезде в Баку, где выступил с докладом о переводе киргизской письменности на латинский алфавит.
В 1927—1930 годы — народный комиссар просвещения Киргизской АССР; одновременно в 1928—1931 — ответственный редактор созданного им журнала «Жаңы маданият жолунда» (рус. На пути к новой культуре). С 1930 года — научный сотрудник, позднее — директор Киргизского института культурного строительства. Одновременно с 1932 года преподавал в Киргизском педагогическом институте (доцент, с 1936 — профессор). В этот период написал и издал ряд работ по киргизскому языкознанию.
Перу К. Тыныстанова принадлежит ряд стихотворений. Среди них сборник «Касым ырларынын жыйнагы» (1925), а также переводы на киргизский язык Интернационала, и басен И. А. Крылова. С 1934 года — член Союза писателей СССР.
1 августа 1937 года арестован. 4 августа Фрунзенским горкомом исключён из партии без указания мотивов. Обвинялся в принадлежности к социал-туранской партии и ведении разлагающей деятельности на идеологическом фронте, посредством протаскивания контрреволюционных, националистических идей. 5 ноября 1938 года ему было предъявлено обвинение по пунктам 2-7-8-11 статьи 58 УК РСФСР. Ночью 6 ноября 1938 года выездной сессией Военной коллегии Верховного суда СССР (председательствующий — бригвоенюрист Алексеев, члены — бригвоенюрист Зайцев и военюрист 1-го ранга Болдырев, секретарь — военюрист 1-го ранга Батнер) приговорён «к высшей мере уголовного наказания расстрелу с конфискацией всего лично ему принадлежащего имущества». Расстрелян в тот же день.
Реабилитирован 1 октября 1957 года Военной коллегией Верховного суда СССР (председательствующий — полковник юстиции Костромин, члены — подполковники юстиции Ухванов и Смирнов); 22 января 1958 был восстановлен в партии Центральным комитетом КП Киргизии и окончательно реабилитирован в партийном отношении Парткомиссией при ЦК КПСС 16 мая 1964 года.
Перезахоронен на Чон-Ташском Мемориальном комплексе жертв сталинских репрессий.

### Семья
Жена — Турдубүбү Тыныстанова
- сыновья — Теңдик и Эркиндик, дочь — Бирдик[13][3].

## Память
- Касым Тыныстанов изображён на 10-сомовой купюре образца 1994 и 1997 годов.
- Имя Касыма Тыныстанова присвоено Иссык-Кульскому государственному университету.
- В честь Касыма Тыныстанова названа центральная улица и школа-гимназия в Бишкеке.

## Награды и премии
- Почётная золотая медаль Президента Кыргызской Республики «За выдающиеся научные достижения в XX столетии» (27 августа 2001 года, посмертно)[14]